# Tōfu-kozō

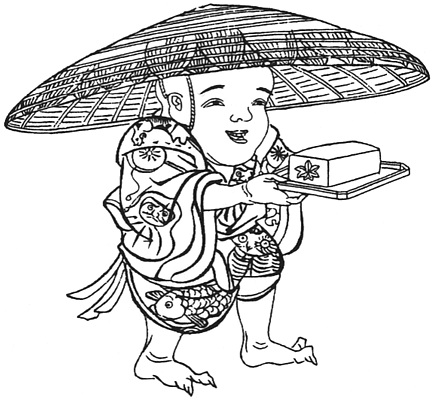
Ein Tōfu-kozō, wie er in Masayoshis Bakemono chakutōchō (夭怪着到牒; „Ankunft des vorzeitigen Todes“) erscheint.

Der Tōfu-kozō (豆腐小僧; „Tofu-Junge“) ist ein fiktives Wesen der japanischen Folklore aus der Gruppe der Yōkai (妖怪; „Dämonen“). Er gilt als eher harmlos und scheu, eine Begegnung mit ihm kann aber dennoch eine Überraschung sein.

## Beschreibung
Der Tōfu-kozō erscheint als etwa neunjähriger Junge mit leicht übergroßem Kopf. Er trägt einen typischen Kinder-Kimono und einen großen, ausladenden Reishut. Er geht meist barfuß, seltener in Getas. In seinen Händen hält er ein Brettchen oder Tablett mit einem großen Würfel aus Tofu darauf. Der Tōfu-kozō soll höheren Yōkai und Kami als Diener und/oder Laufjunge unterstellt sein. Es heißt, er werde wegen seiner untergebenen Rolle und Schwäche oft von Yōkai und Kami gemobbt. Gegenüber Menschen soll er sich für gewöhnlich scheu und zurückhaltend geben. Er habe aber auch die etwas anstrengende Angewohnheit, gutmütigen Menschen nachzudackeln und mit weinerlicher Stimme um Tofu zu betteln.

## Hintergründe
Die mythologischen wie literarischen Ursprünge um den Tōfu-kozō sind unbekannt und liegen im Dunkeln. In vorangehenden Epochen wie der Muromachi-Zeit und der Azuchi-Momoyama-Zeit (beide 17. Jahrhundert) existierten bereits Yōkai, die als Diener und/oder Laufjungen höherer Yōkai und Kami erscheinen. Dazu zählen unter anderem der Hitotsume-kozō (一つ目小僧; „Einäugiger Junge“) und der Amefuri-kozō (雨降小僧; „Platzregen-Junge“). Geschichten um den Tōfu-kozō selbst sind erst seit der An’ei-Ära (18. Jahrhundert) überliefert, sodass es sicher scheint, dass er erst zu dieser Zeit erfunden wurde. Möglicherweise stellt er entweder eine Parodie zu den vorgenannten Yōkai dar, oder er war als Ergänzung zu diesen gedacht. Während der Edo-Zeit und der Meiji-Zeit (beide 19. Jahrhundert) bis hin zur frühen Shōwa-Zeit (20. Jahrhundert) erfreute sich das Wesen großer Beliebtheit. Besonders während der Meiji-Zeit wurde er so populär, dass er als regelmäßig wiederkehrender Nebencharakter in Kabuki- und Bunraku-Theatern eingeführt wurde.